# Playa de las Canteras
Playa de las Canteras är en strand i Spanien.   Den ligger i provinsen Provincia de Las Palmas och regionen Kanarieöarna, i den sydvästra delen av landet, 1 700 km sydväst om huvudstaden Madrid. Playa de las Canteras ligger på ögruppen Kanarieöarna.
Playa de Las Canteras är Las Palmas största strand och flitigt besökt av boende såväl som ett stort antal turister. En välhållen promenadgata sträcker sig innanför den 4 km långa stranden upp till Playa del Confital på den nordvästra spetsen av Gran Canaria. 

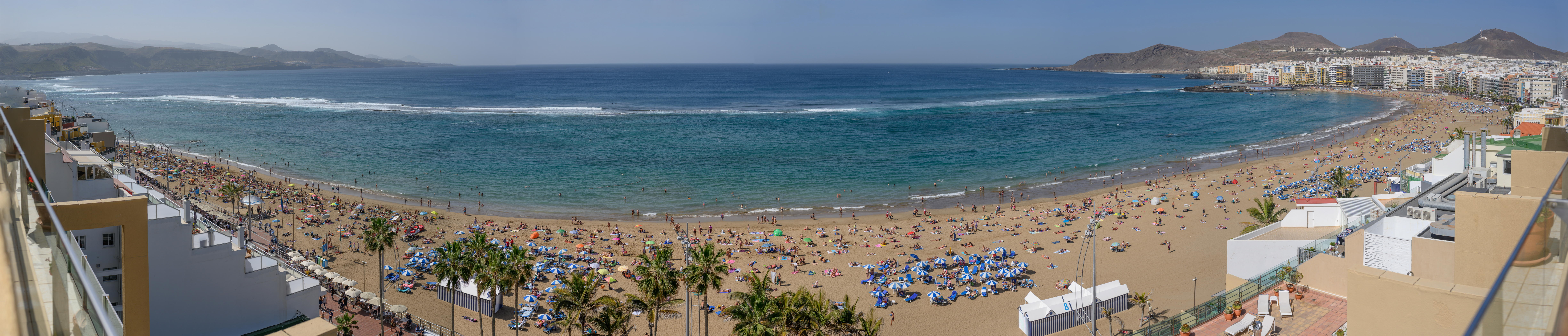
Playa de Las Canteras 2019